# V421 Возничего
V421 Возничего (лат. V421 Aurigae), HD 34919 — двойная звезда в созвездии Возничего на расстоянии приблизительно 1625 световых лет (около 498 парсеков) от Солнца. Видимая звёздная величина звезды — от +8,01m до +7,84m.

## Характеристики
Первый компонент — красный гигант, пульсирующая медленная неправильная переменная звезда (LB) спектрального класса M0, или M6, или Ma. Масса — около 1,413 солнечной, радиус — около 105,39 солнечных, светимость — около 1195,357 солнечных. Эффективная температура — около 3306 K.
Второй компонент — коричневый карлик. Масса — около 26,22 юпитерианских. Удалён на 1,678 а.е..